# Chapelle Sainte-Marie de Nevers
Pour les articles homonymes, voir Église Sainte-Marie.
La chapelle Sainte-Marie, ou chapelle de la Visitation de la Sainte Vierge, est un édifice catholique situé en France à Nevers dans le département de la Nièvre.
Elle fait l'objet d'un classement au titre des monuments historiques depuis 1862.

## Localisation
La chapelle est située au début de la rue Saint-Martin à Nevers dans le département de la Nièvre.

## Historique
La chapelle Sainte-Marie faisait partie du monastère de la Visitation, dont les bâtiments furent construits de 1623 à 1634. C’est la duchesse Louise-Marie de Gonzague, future reine de Pologne, qui en posa la première pierre, en juin 1639. Les travaux s’achevèrent en 1649. De ce monastère, il ne reste aujourd’hui que la chapelle. Le couvent des visitandines de Nevers est la septième fondation de l'ordre de la Visitation Sainte-Marie créé en 1610 à Annecy par François de Sales et Jeanne de Chantal. Cet établissement est l'œuvre de Vincent Bouzitat, bourgeois de Nevers, dont les deux filles désiraient se consacrer à Dieu. Il reçut l'aide de Monsieur de Château-Renaud, baron de Langes, et l'assentiment du duc Charles de Gonzague et de l'évêque Eustache du Lys. Le 13 juillet 1620, les échevins de Nevers autorisaient les visitandines à s'établir rue Saint-Martin, dans trois maisons achetées à cet effet un grand jardin s'étendant jusqu'aux remparts de la ville. 
De ce monastère, il ne reste aujourd'hui que la chapelle et un poème spirituel et satirique écrit en 1734 par Jean-Baptiste Gresset, Ver-Vert, ou les Voyages du perroquet de la Visitation de Nevers. Les religieuses sont désormais installées dans le monastère de la Visitation situé 49 route des Saulaies à Nevers.

## Architecture
La chapelle de cet ancien monastère bénéficie d'une façade présentant un étonnant style baroque, unique en Nivernais, et rare en France.
Elle fait l'objet d'un classement au titre des Monuments historiques.

Vues de la façade et de l'intérieur de la chapelle
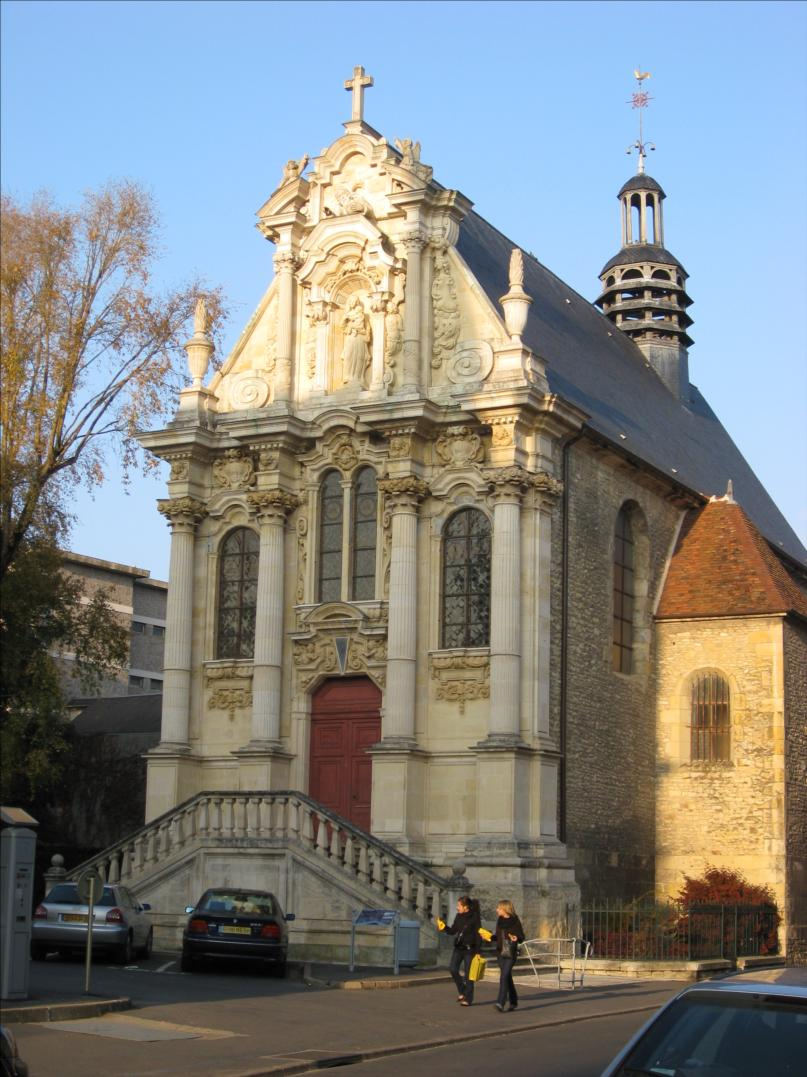
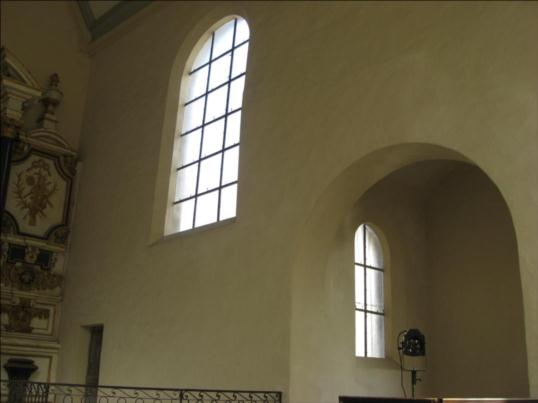
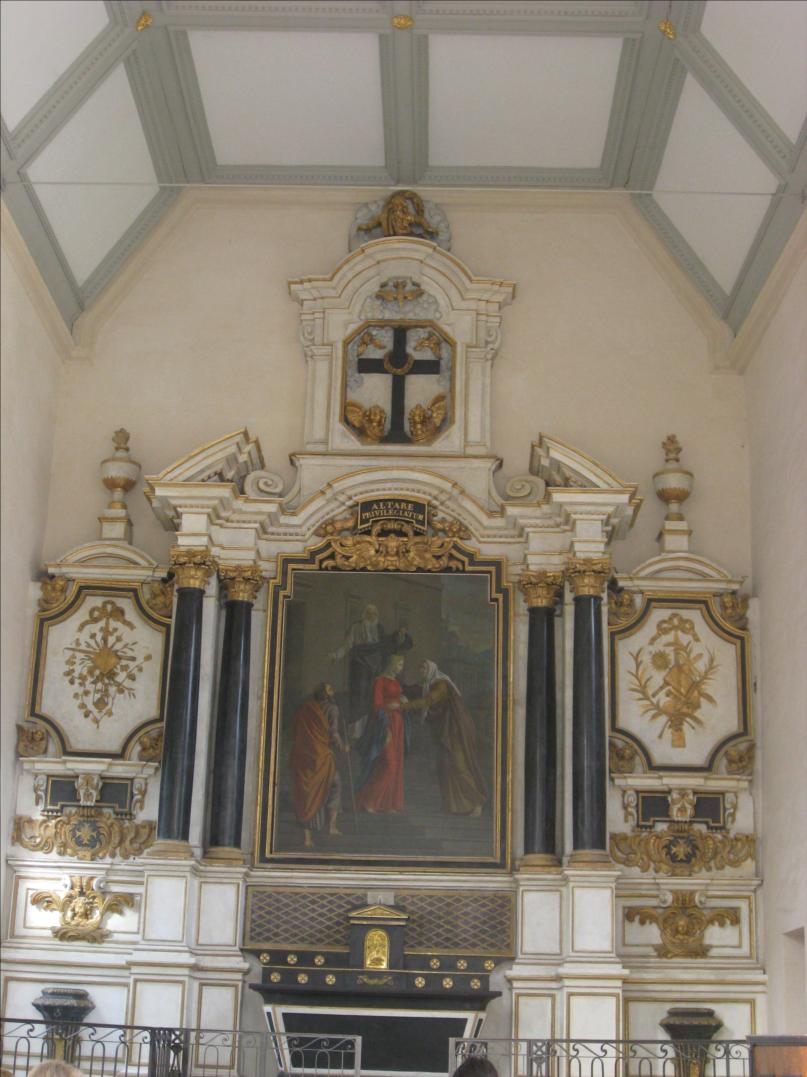